# Лусия Бърлин
Лусия Браун Бърлин (12 ноември 1936 г. – 12 ноември 2004 г.) е американска писателка, авторка на кратки разкази. Приживе не се слави с голяма популярност. Придобива литературна слава едва през 2015 г., единайсет години след смъртта си, с публикуването на сборника „Идва събота“ (A Manual for Cleaning Women, 2015). Той става бестселър на „Ню Йорк Таймс“ и за няколко седмици надминава по продажби всичките ѝ предишни книги, взети заедно.

## Ранни години
Бърлин е родена в Джуно, Аляска, но прекарва детството си, местейки се заради кариерата на баща си, който е минен инженер. Семейството живее в миньорски лагери в Айдахо, Монтана, Аризона, Ел Пасо, Тексас и Чили, където Лусия прекарва по-голямата част от младостта си. По-късно живее в Ню Мексико, Мексико, Ню Йорк, Северна и Южна Калифорния и Колорадо.

## Кариера
Бърлин започва да публикува сравнително късно в живота си, насърчавана от поета Ед Дорн. Първият ѝ сборник Angels Laundromat излиза през 1981 г., но разказите в него са написани още през 1960 г. Автор е на общо седемдесет и шест истории, като някои от тях се появяват в списания като „Атлантик“ и The Noble Savage на Сол Белоу.

## Преподавателска кариера
През живота си Бърлин изкарва прехраната си, като работи на разлини длъжности.
До началото на 90-те години преподава творческо писане на няколко места, включително затвора в Сан Франциско и поетичната школа на името на Джак Керуак към Университета „Наропа“.
През 1994 г. започва работа в Университета в Колорадо. По-късно е назначена за доцент и продължава да преподава там до 2000 г.

## „Идва събота“
„Идва събота“ излиза през 2015 г. Дебютира под номер 18 в списъка с бестселъри на „Ню Йорк Таймс“ през първата си седмица и се издига до номер 15 в редовния списък през следващата седмица.
Книгата е включена в много класации, включително „10-те най-добри книги“ на New York Times Book Reviews за 2015 г.
Историите в „Идва събота“ носят автобиографични щрихи от необичайния живот на Бърлин. В тях тя разказва за поети, музиканти, бармани и домакини, за политици и предприемачи. Героите ѝ се занимават с всичко, но и с нищо конретно. Чрез колоритните си сюжети американската авторка успешно улавя чудото на обикновения ден, а с разлистването на последната страница читателят разбира, че е участвал в подреждането на пъзел. Разпилян и хаотичен живот проблясва като парченца от счупена бутилка по мръсния под на спомените. И някой трябва да приведе нещата в ред.
- Носител на „Калифорнийската книжна награда“ (2015)
- Финалист за наградата „Киркус“ (2015)
- Най-добра книга за 2015 г. според „Ню Йорк Таймс Бук Ривю“, „Ел“, „Бостън Глоуб“, „Уошингтън Поуст“, „Чикаго Трибюн“, „Сан Франциско Хроникъл“, „Гардиън“, „Индипендънт“, „Пъблишърс Уикли“, „Киркус Ревюс“ и др.

| „                             | Бих я позиционирала до Алис Мънро, Грейс Пейли и може би Тили Олсън. Общо с тях е интелигентното състрадание към семейството, любовта, работата. Стилът е директен, прост, ясен, и без осъждане; с чувство за хумор, а героите разкриват характера си чрез жестове и думи. | “ |
| Лидия Дейвис, New Ohio Review | |   |

## Личен живот
Бърлин се жени три пъти и има четири сина.
Има много здравословни проблеми. Страда от двойна сколиоза. От 1994 г. до смъртта си използва кислороден апарат. Развива и рак на белия дроб. Тъй като здравето и финансите ѝ се влошават, Бърлин се мести в парк за каравани в покрайнините на Боулдър, а по-късно в гаража зад къщата на сина си край Лос Анджелис.
Лусия умира в дома си в Марина дел Рей на 68-ия си рожден ден с книга в ръце.